# Siegfried Gilds
Siegfried Franklin Gilds (4 februari 1939 – Paramaribo, 8 oktober 2020) was een Surinaams vakbondsbestuurder en politicus.

## Biografie
In de kabinetten Udenhout (I en II; 1984-1986) zaten vanaf begin 1984 twee ministers namens de vakbonden: Allan Li Fo Sjoe (Onderwijs en Wetenschap) en Siegfried Gilds (Arbeid & Huisvesting en Sociale Zaken). Later werd dat aantal verhoogd tot vier met de komst van Jainoel Abdul (Telecommunicatie en Bouwnijverheid) en Edmund Dankerlui (Arbeid). In april 1985 trokken de vakbonden hun ministers terug. In tegenstelling tot C-47 waartoe Gilds behoorde, traden de Moederbond en CLO later toch weer toe. Gilds werd in het nieuwe kabinet onder leiding van Udenhout opgevolgd door Reuben Setrowidjojo.
Op 7 april 1987 werd Siegfried Gilds minister van Justitie (tot 26 januari 1988) in het kabinet onder leiding van premier Wijdenbosch. Later dat jaar behoorde Gilds mede met onder andere C47-voorzitter Fred Derby tot de oprichters van de Surinaamse Partij van de Arbeid (SPA). Op 25 november 1987 behaalde het Front voor Democratie en Ontwikkeling (NPS, VHP en KTPI) bij de eerste vrije verkiezingen sinds de Sergeantencoup (1980) 40 van de 51 zetels. In het volgende kabinet werd Gilds opgevolgd door de VHP'er Jules Ajodhia die minister van Justitie en Politie (26 januari 1988 tot 7 januari 1991) bleef tot de Telefooncoup op 24 december 1990.
In 1991 sloot de SPA zich aan bij het front wat hernoemd werd tot Nieuw Front. Na de verkiezingen van dat jaar werd Gilds wederom minister maar nu van Defensie (17 september 1991 tot 20 september 1996) in het kabinet Venetiaan. Hiermee kreeg hij de lastige taak om het leger te hervormen zonder dat dat tot te grote spanningen zou leiden. Begin 1993 werd Desi Bouterse door Arthy Gorré opgevolgd als legerbevelhebber. De meer democratisch gezinde Gorré, die in 1980 nog behoorde tot de groep die de sergeantencoup pleegde, kreeg de taak om het Surinaamse leger te reorganiseren en democratiseren.
Van 12 augustus 2000 tot 1 september 2005 was Siegfried Gilds opnieuw minister van Justitie en Politie. Na de dood van Derby in 2001 werd Gilds de voorzitter van SPA. Op 1 september 2005 werd hij beëdigd als minister van Handel en Industrie (HI) maar op 19 januari 2006 trad hij alweer af vanwege beschuldigingen dat hij net als zijn neef betrokken zou zijn bij witwassen van geld. Zijn partijgenoot Clifford Marica die toen minister van Arbeid, Technologische ontwikkeling en Milieu (ATM) was nam vanaf januari 2006 het ministerschap van Gilds erbij. Op 25 april ging Marica definitief naar HI waarna de econoom Joyce Amarello, tot dan directeur bij de Scheepvaart Maatschappij Suriname (SMS), op 25 april de minister van ATM werd.
In mei 2009 werd Siegfried Gilds veroordeeld tot een jaar gevangenisstraf vanwege witwaspraktijken en een poging een getuige om te praten. Hij stond ook terecht voor deelname aan een criminele organisatie maar dat achtte de rechter niet bewezen. De rechter heeft bij de uitspraak niet meteen gevangenneming gelast. Enkele maanden eerder was Dewanand Balesar, van 2000 tot 2005 minister van Openbare Werken, ook al tot een gevangenisstraf veroordeeld. 
Gilds heeft aangegeven in hoger beroep te gaan en hoopte in de tussentijd uit de gevangenis te blijven. In augustus werd bekend dat hij zichzelf toch gemeld heeft om de opgelegde straf uit te zitten. Op dat moment was er nog geen opvolger voor hem als leider van de coalitiepartij SPA. Zelf zou hij de voorkeur hebben voor Clifford Marica maar uiteindelijk werd in 2009 ex-minister en DNA-lid Guno Castelen de nieuwe partijvoorzitter.